# 陽谷地拉薩國家公園
陽谷地拉薩國家公園是埃塞俄比亞的國家公園之一，位於阿法爾州，離首都阿迪斯阿貝巴500公里，佔地4,730平方公里，海拔高度400至1,459米，野生動物有東非直角長角羚、小鹿瞪羚、長頸羚、小紅鸛等。

## 外部連結
- Yangudi Rassa National Park (United Nations Environment Programme website)